# Stenus austini
Stenus austini är en skalbaggsart som beskrevs av Thomas Casey. Stenus austini ingår i släktet Stenus och familjen kortvingar. Inga underarter finns listade i Catalogue of Life.